# Franco Canever
Franco Nicolás Canever (Córdoba, 17 de septiembre de 1989) es un futbolista argentino Juega como lateral por izquierda en Flandria de la Primera Nacional de Argentina.

## Biografía
Está en pareja con Carolina Gambandé, con quien tiene dos hijos (Benjamín y Martina). Su hermano Marcos Canever también fue futbolista, jugó en Instituto de Córdoba y General Paz Juniors.

## Clubes
| Club                        | País      | Año       | PJ  | Goles |
| --------------------------- | --------- | --------- | --- | ----- |
| Instituto de Córdoba        | Argentina | 2008-2012 | 95  | 2     |
| Argentinos Juniors (cedido) | Argentina | 2012      | 2   | 0     |
| Instituto de Córdoba        | Argentina | 2013      | 21  | 1     |
| Atlético Tucumán            | Argentina | 2013-2014 | 25  | 0     |
| Aldosivi                    | Argentina | 2014-2018 | 107 | 1     |
| Instituto de Córdoba        | Argentina | 2018-2020 | 17  | 0     |
| Güemes                      | Argentina | 2020-Act. | 0   | 0     |

## Palmarés

### Campeonatos nacionales
| Título             | Club     | País      | Año     |
| ------------------ | -------- | --------- | ------- |
| Primera B Nacional | Aldosivi | Argentina | 2017-18 |
| Torneo Federal A   | Güemes   | Argentina | 2021    |

### Logros
| Ascenso                          | Club     | País      | Año  |
| -------------------------------- | -------- | --------- | ---- |
| Campeonato de Primera B Nacional | Aldosivi | Argentina | 2014 |